# Нуньес Тельес, Карлос
Ка́рлос Ну́ньес Те́льес (исп. Carlos Núñez Téllez, 26 июля 1951 года, Леон, Никарагуа — 2 октября 1990 года, Гавана, Куба) — никарагуанский политический и военный деятель, член Национального руководства Сандинистского фронта национального освобождения в Никарагуа. Председатель Государственного совета Никарагуа в 1980—1985 годах, председатель Национальной ассамблеи Никарагуа в 1985—1990 годах. Команданте революции.

## Биография
Карлос Нуньес Тельес родился 26 июля 1951 года в городе Леон (департамент Леон, Никарагуа в семье мелкого ремесленника и уличной торговки. Получил специальность типографского рабочего. В 1969 году, в возрасте 18 лет, Нуньес Тельес вместе с братом Рене под влиянием Ольги Авилес (Olga Aviles) был вовлечен в революционную работу Сандинистского фронта национального освобождения Никарагуа как член Революционного студенческого фронта. В 1970 году он официально вступил в ряды СФНО.

### Революционная деятельность
В 1973—1974 годах Карлос Нуньес Тельес обучался в Национальном автономном университете в Леоне и входил в городскую политическую организацию СФНО. В 1974 году оставил учёбу и вместе с Эдуардо Контрерасом отправился в Манагуа, где занимался агитацией среди типографских рабочих. После того, как Эдуардо Контрерас принял участие в операции 28 — 29 декабря 1974 года по захвату посла США Тернера Шелтона и покинул страну, Карлос Нуньес перешел под начало Карлоса Роберто Уэмбеса. Они помогли Хайме Уилоку и Луису Карриону тайно вернуться в Никарагуа. В марте 1975 года Нуньес Тельес был вынужден перейти на нелегальное положение. Был известен под псевдонимом «Роке» (Roque).
В 1976 году Нуньес — ответственный за политическую работу в департаменте Манагуа. В ноябре 1976 года, после смерти Карлоса Роберто Уэмбеса Карлос Нуньес стал членом Политической комиссии СФНО. В 1977 году также возглавил сандинистский Революционный студенческий фронт и Христианское революционное движение. Выезжал за границу, где проходил военное обучение и диверсионную подготовку. Стал начальником штаба фракции СФНО «Proletarios» — «Ленинская пролетарская тенденция», возглавлявшейся Хайме Уилоком.
В сентябре 1978 года, когда Никарагуа была охвачена всеобщим восстанием против режима Анастасио Сомосы, Карлос Нуньес вместе с Луисом Каррионом возглавил военно-политические силы СФНО в Манагуа. Хотя восстание и потерпело поражение, в 1979 году, после перегруппировки сил Карлос Нуньес был избран в Сандинистский координационный комитет Внутреннего фронта. 7 марта 1979 года в Гаване он также стал одним из 9 членов Объединенного национального руководства СФНО. Сражался с правительственной Национальной гвардией в Монимбо и Масайе.

### Сражение за Манагуа
Когда 30 мая 1979 года силы Сандинистского фронта начали генеральное наступление на диктатуру, Карлос Нуньес, Хоакин Куадра и Уильям Рамирес были координаторами Внутреннего фронта. В начале июня после консультаций с Объединенным национальным руководством было решено начать выступление в столице и 7 июня 1979 года в клинике «Санта-Мария» Карлос Нуньес организовал Главный повстанческий штаб Манагуа, взяв на себя командование фронтом. Вооруженное выступление началось ночью на 9 июня — была поставлена задача продержаться в столице три дня. В первый день были захвачены два квартала, а 10 июня сандинисты уже контролировали Восточную и Западную зоны Манагуа. 12 июня было захвачена и разгромлена печально знаменитая «Сьерра-13» — 13-е отделение полиции, но президент Сомоса уже ввел в город танки и боеспособные части Национальной гвардии при поддержке авиации. Тяжелые оборонительные бои затянулись на много дней. 20 июня Карлос Нуньес собрал Главный повстанческий штаб Манагуа на чрезвычайное заседание. Было решено перейти от позиционной обороны к мобильной. Это позволило атаковать правительственные войска и даже потеснить их. Но 23 июня вертолеты начали сбрасывать на Манагуа тяжелые бомбы и свели на нет тактическое преимущество сандинистов. После этого было принято решение вывести партизанские отряды из столицы, на чём уже несколько дней настаивало Объединенное национальное руководство. 27 июня Карлос Нуньес начинает «тактический отход» из Манагуа и 29 июня его силы вступают в город Масайя. 6 июля они занимают город Хинотепе, разбив его гарнизон.
11 июля 1979 года Карлос Нуньес стал одним из шести членов Объединенного национального руководства, которые съехались на двухдневное совещание, чтобы решить судьбу страны в канун падения режима Анастасио Сомосы. 17 июля, когда уже было известно о бегстве Сомосы из страны, силы Карлоса Нуньеса начали штурм города Гранада, который завершили 19 июля. В тот же день, в 14.00 сам Карлос Нуньес с батальоном «Роландо Ороско» вступает в брошенный властями Манагуа, куда уже вошли другие отряды СФНО, устанавливает оцепление города, прекращает грабежи, налаживает связь с Национальным руководством и располагает подразделения на отдых. Ночью он прибывает в бункер Сомосы, где встречается с другими командирами партизанских отрядов. 20 июля в 9 часов утра Карлос Нуньес встречает в аэропорту Манагуа членов ОНР СФНО — Умберто Ортегу, Виктора Тирадо, Байардо Арсе и Луиса Карриона. Власть в стране переходит в руки сандинистов.

### После победы
После победы Карлос Нуньес назначается ответственным за создание в Никарагуа массовых организаций и их координатором. В стране будут организованы Сандинистский профцентр трудящихся, Ассоциация трудящихся сельского хозяйства, Сандинистская молодежь имени 19 июля и пр. В сентябре 1979 года Нуьес был также назначен генеральным директором Генеральной службы государственного снабжения (Proveeduría General del Estado). В 1980 году он был назначен ответственным представителем СФНО в Управлении пропаганды и политического образования при Секретариате Национального руководства СФНО.

### Во главе парламента
19 апреля 1980 года Карлос Нуньес Тельес был определен руководством страны как будущий глава временного парламента страны — Государственного совета 2 мая 1980 года был подписан правительственный закон о деятельности Государственного совета, который стал временным законодательным и представительным органом страны, созываемым на невыборной основе. Государственный совет начал работу 4 мая 1980 года в Манагуа, а Карлос Нуньес Тельес стал его председателем (с мая по сентябрь 1980 года на этом посту его замещал координатор Политкомиссии Национального руководства СФНО Байардо Арсе). В феврале 1981 года Нуньес возглавил делегацию СФНО на XXVI съезде КПСС и выступил на нём с приветственной речью. 
«Сыновья Сандино испытывают чувство глубокого уважения к сыновьям Владимира Ильича Ленина»
 — сказал в ней Нуньес. В последующие годы Карлос Нуньес посетил не только Кубу и страны Европы, но и США, куда пускали далеко не всех лидеров революционной Никарагуа.
17 августа 1983 года Государственный совет принял закон «О политических партиях», сохранивший в Никарагуа многопартийность в условиях военного положения, хотя и в сильно регламентированном виде. Политические партии были директивно объединены в два партийных блока — правящий Патриотический фронт революции (СФНО, Никарагуанская социалистическая партия (марксисты), Независимая либеральная партия и Народная социал-христианская партия) и оппозиционную Демократическую координацию (Конституционалистское либеральное движение, Консервативная демократическая партия, Социал-христианская партия и Социал-демократическая партия). Однако предложенные рамки демократии не устроили непримиримую часть правой оппозиции, уже начавшей вооруженную борьбу с правительством.
После того, как Госсовет выработал закон о выборах, в феврале 1984 года было объявлено, что они состояться 4 ноября 1984 года. На этих выборах Карлос Нуньес был избран в Национальную ассамблею Никарагуа и 10 января 1985 года также стал её председателем.
Нуньес занимался проблемами детской беспризорности, настоял на реконструкции старого здании Центрального банка и переводе в него парламента, был инициатором создания Национальной библиотеки, строительства центра Улофа Пальме. В качестве председателя Национальной ассамблеи возглавлял комиссию по разработке проекта Конституции страны. В Никарагуа его нередко называли «отцом Конституции». 9 января 1987 года по докладу Нуньеса Тельеса новая, 12-я по счету в истории страны, Конституция была принята, после чего он произнес речь на площади Революции в Манагуа.
Во второй половине 1980-х годов он поддержал политику «национального примирения» и не раз председательствовал на различных переговорах с вооруженной оппозицией.

## Последний год
В январе 1990 года Карлос Нуньес Тельес, страдавший от лейкемии, покинул Никарагуа и отправился на Кубу проходить лечение. Тем временем 25 февраля 1990 года СФНО проиграл всеобщие выборы, Даниэль Ортега потерял пост президента, но Карлоса Нуньеса переизбрали в Национальную ассамблею страны. В апреле он ненадолго вернулся в Никарагуа, чтобы принять участие в открытии первой сессии новоизбранного парламента 25 апреля, а затем снова вернулся в Гаванский госпиталь, где его лечили методом облучения.
Карлос Нуньес Тельес скончался 2 октября 1990 года в госпитале Гаваны (Куба) от остановки сердца, вызванной последствиями лейкемии в возрасте 39 лет. О его смерти по радиостанции СФНО сообщил представитель фронта Дионисио Маренко.
Память Карлоса Нуньеса, как одного из сандинистских героев неизменно чтили в рядах СФНО, а после победы сандинистов на выборах 2006 года — и на государственном уровне.

### Частная жизнь
Карлос Нуньес Тельес был женат на Берте Куадра, дочери Хоакина Куадра Чаморро и сестре начальника штаба Сандинистской народной армии Хоакина Куадра Лакайо, однако развелся с ней.
На момент смерти его женой была Мила Варгас, депутат Национальной ассамблеи. Имел четверых детей.
Его брат Рене Нуньес Тельес, вместе с ним вступивший в ряды фронта, занимал должность секретаря Национального руководства СФНО.

## Сочинения
В 1981 году Нуньес издал книгу воспоминаний «Вооруженный народ», повествующую о штурме Манагуа. Русский перевод:
- Никарагуа: путь борьбы и победы. — М., 1984. — С. 166—221.